# 바빌론

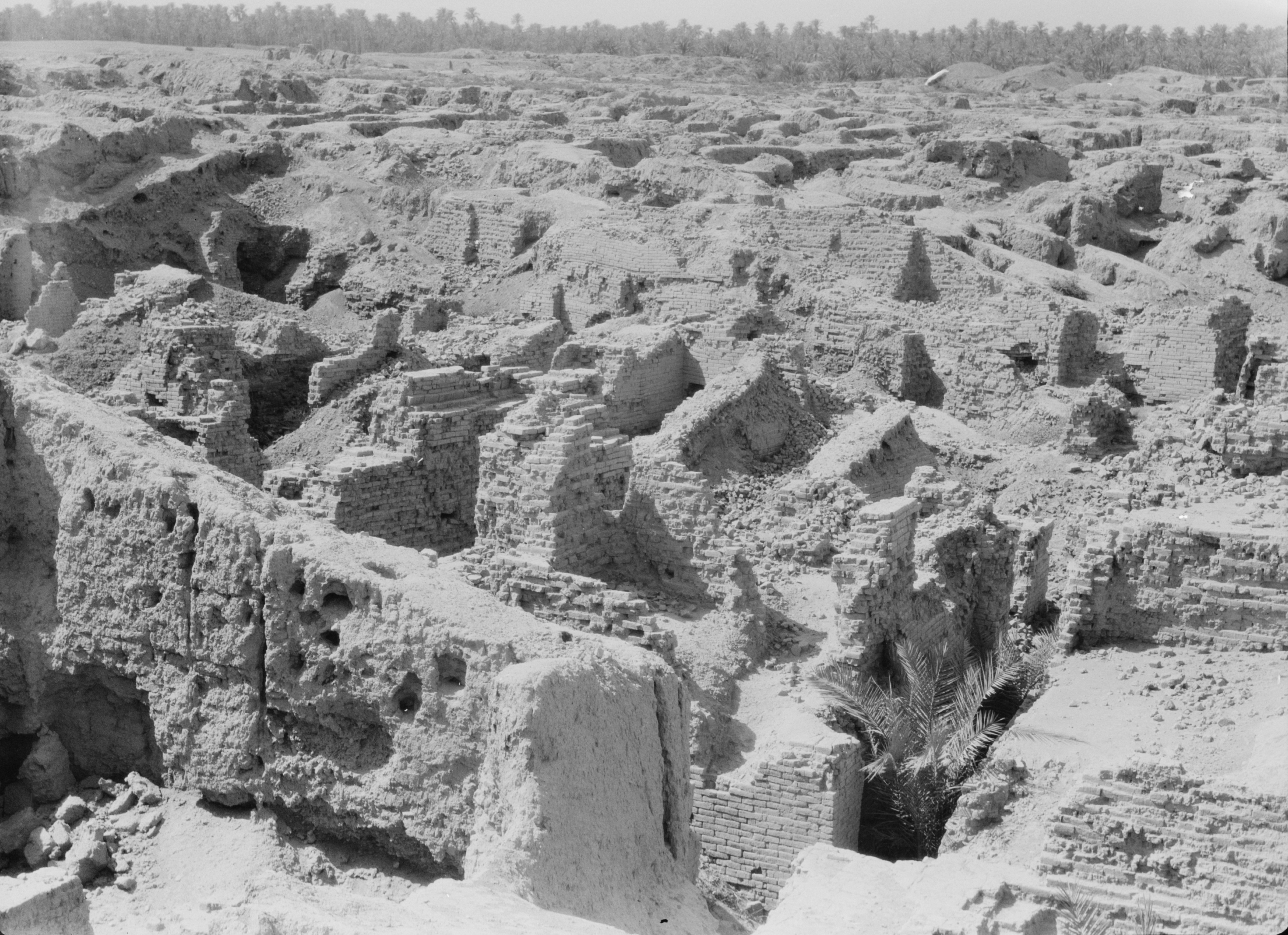
1932년 바빌론의 모습

바빌론은 고대 메소포타미아에 있는 고대 도시로 바빌로니아 제국의 수도였다. 현재의 이라크 바빌 주 힐라에 있는 유적으로 바그다드 남쪽 약 80km 지점에 위치한다.
바빌론은 본래 메소포타미아 내에서 그리 중요한 도시가 아니었으나, 기원전 18세기 전반 함무라비의 통치하에 바빌로니아 왕국의 수도가 되면서 점차 저지 메소포타미아 전역, 더 나아가 그 너머로 세력을 확장하는 중심지로 발돋움하였다. 기원전 6세기, 네부카드네자르 2세 치하에서 바빌론은 중동 전역을 아우르는 제국의 수도로 성장하였고, 그 시기 세계에서 가장 거대한 도시 중 하나로 자리매김하였다. 현재의 유적은 수 개의 텔(tell)에 걸쳐 약 1,000헥타르에 걸쳐 있어 당시의 도시 규모를 가늠하게 해 준다.
바빌론은 웅장한 성벽과 지구라트인 에테멘앙키로 유명하며, 이 지구라트는 ‘바벨탑’ 신화의 원형으로 추정된다. 또한 전설적인 공중 정원의 존재로도 널리 알려져 있으나, 그 실제 위치는 여전히 확인되지 않았고 실존 여부조차 불분명하다. 이처럼 바빌론은 역사적 실체를 뛰어넘는 신화적 위상을 지니게 되었는데, 이는 특히 성경과 그리스·로마 작가들의 서술을 통해 그 이미지가 오랫동안 유지되었기 때문이다. 다만 이러한 전승에서는 종종 바빌론을 부정적이고 타락한 도시로 묘사하였다.
서기 초에 쇠퇴하고 버려졌으며, 그럼에도 도시의 위치는 잊혀지지 않고 있다가 본격적인 발굴은 20세기 초 독일 고고학자 로베르트 콜데베이의 주도로 이루어졌다. 이후 이 도시에서 출토된 방대한 고고학적·설형문자 문헌 자료와 다른 관련 유적지들의 연구는, 오랫동안 신화에 가려져 있던 고대 바빌론의 실체를 보다 명확히 드러내는 데 기여하였다.
그럼에도 불구하고 바빌론에 대해서는 여전히 밝혀지지 않은 부분들이 많으며, 최근 몇십 년간 이라크의 정치적 불안정으로 인해 발굴 및 연구 활동은 크게 제약을 받아 왔다. 이는 고대 근동에서 가장 중요한 고고학 유적 중 하나인 바빌론에 대한 학문적 탐구에 커다란 장애로 작용하고 있다.

## 이름

바빌론의 항공 사진

바빌론(라틴어 Babylon)이라는 철자는 고대 그리스어 Babylṓn (Βαβυλών)에서 유래한 것으로, 이는 바빌로니아어 '바빌림'에서 비롯되었으며, “신들의 문”을 의미한다. 쐐기문자 표기는 𒆍𒀭𒊏𒆠(KÁ.DIG̃IR.RAKI)이었다. 수메르어에는 '카 디기락'이라는 어구가 나타나는데, 여기서 𒆍 (KÁ)는 “문”을 뜻하는 표어이고, 𒀭 (DIG̃IR)는 “신(god)”을 의미하며, 𒊏 (RA)는 dingir의 어말 자음 -r과 속격 어미 -ak을 나타낸다. 마지막의 𒆠 (KI)는 앞의 단어들이 지명임을 나타내는 결정사이다.
1870년대에 아치볼드 세이스(Archibald Sayce)는 셈어식 이름 바빌림이 원래의 수메르어 지명을 차용번역한 것이라고 주장하였다. 그러나 “신의 문”이라는 해석은 점점 더 셈어 화자들이 알려지지 않은 비셈어 지명을 설명하기 위해 만든 민속적 어원으로 간주되고 있다. I. J. 겔브는 1955년에 원래 이름이 '바빌리아'였으며 그 의미나 기원은 알려지지 않았다고 주장하였다. 그는 수메르 지역에 이와 유사한 이름을 가진 도시들이 존재했으며, 수메르 지명이 아카드어로 번역된 사례는 없다는 점을 근거로 들었다. 이에 따라 바빌리아가 나중에 아카드어 '밥일림(Bāb-ili(m))으로 바뀌었고, 수메르어 kan-digirak은 셈어식 민속 어원의 역번역일 뿐 원래 이름은 아니었다는 결론을 내렸다. 이와 같은 셈어 이름의 수메르어 재번역은 “신수메르 시대”(우르 제3왕조 시기)에 이루어졌을 가능성이 있다.
20세기 초에는 도시의 이름이 적힌 것으로 추정되는 석회암 조각에 적힌 봉헌문이 발견되었다. 필기체 분석을 통해 초기 왕조 시대 II기(약 기원전 2700년)로 추정되었다. 이 글에는 “en5-[si] BAR.KI.BAR dumu a-hu-ì-lum ̆lu-ì-lum-be-l[í] lú-ur-kù-bí dím é damar-utu mu-gub-am6”라고 적혀 있는데, 아카드어로 추정되지만 아카드어가 확인된 시기보다 이르다. 이 문장은 이름을 알 수 없는 영주(엔시)가 '발.키.발'(BAR.KI.BAR)의 통치자였고, 마르두크로 보이는 신을 위한 신전을 건립했다는 내용으로, 그 도시가 바빌론일 가능성을 시사한다. 초기 왕조 III기에는 글자의 배치가 유동적이었기 때문에, 𒆠(키)를 결정사로 보면 도시 이름은 '발.발'로 적혀 '바발'로 발음되었을 수 있다. 폴-알랭 보류(Paul-Alain Beaulieu)는 원래의 이름이 “빛나는” 혹은 “희게 빛나는”을 의미했을 수 있다고 보며, 이후 발음이 Babbir, 다시 Babbil로 바뀌면서 r과 l 자음이 바뀐 것으로 추정한다. 그러나 마르두크 및 바빌론과의 연결은 확실치 않다고 평가된다.
도시 바빌론에 대한 가장 확실한 초기 언급은 샤르칼리샤리의 연호(年號) 중 하나에서 확인되며, 그 내용은 KÁ.DINGIRki에서 안누니툼과 일라바의 신전을 건립했다는 것이다. 이는 아카드 제국기(기원전 2334~2193년)에 이미 “신의 문”이라는 민속 어원이 널리 알려져 있었음을 나타낸다. 그러나 이후 우르 제3왕조 시기에는 '바아비룸'이라는 음절 표기로 남아 있고, 카시트 왕조 시대에는 '팜발루', '바발루' 등의 형태로도 나타난다.
또한 바빌론을 가리키는 다른 표기로는 TIN.TIR.KI가 있다. 이는 고바빌로니아 제국시기에 드물게 등장하고, 주로 신바빌로니아 시대 이후 필사본에서 확인되며, 기원전 1천년기에는 널리 사용되었다. E.KI라는 표기도 기원전 1천년기에 나타난다.
구약성경에서는 바벨(히브리어: בָּבֶל Bāḇel)이라는 이름으로 등장하며, 창세기 11장 9절에서는 그 뜻이 혼란이라고 해석되며, 동사 '발발'(히브리어: בלבל, “혼란스럽게 하다”)에서 유래했다고 설명한다.
고대 기록에서는 상황에 따라 바빌론이라는 이름이 다른 도시를 가리키는 데 쓰이기도 했으며, 예를 들어 바빌론의 영향권 아래에 있는 도시인 보르시파나, 바빌론이 아시리아에 의해 약탈당한 직후 잠시 동안 니네베를 바빌론이라고 부르기도 했다.

## 역사
바빌론은 대략 기원전 20세기경 아무르인들이 메소포타미아 서쪽으로부터 남동쪽으로 이주하면서부터 이 지역에 정착한 것으로 보인다. 기원전 1894년 아모리의 수무아붐이 최초로 세운 아모리 왕국의 도시로 시작해 기원전 18세기 유명한 함무라비대왕의 치세에 본격적으로 번성했다. 바빌론은 지리적, 상업적으로 유리한 위치에 있어서 고대 바빌로니아 왕국의 수도이자 중심지로 발전했다.
기원전 1595년경부터 대략 440년간은 카사이트 왕국의 지배를 받았고 도시이름은 "카르두니아시"로 개명되었다. 바빌론은 그 후 일어난 아시리아의 영향력아래서 계속 중요한 도시로 남아있었는데 바빌론의 정치적 지배권을 둘러싸고 아람인, 칼데아인 그리고 아시리아인들 사이에 분쟁이 계속되었는데 아시리아인이 비교적 관대한 정책으로 다른 민족보다 바빌론의 환영을 받았다.

### 아시리아 시기
기원전 9세기부터 7세기 후반까지 바빌론은 아시리아 왕이 직, 간접적으로 통치했는데 칼데아 부족들이 바빌론을 침범해 수차례나 왕위를 찬탈했다. 특히 아시리아의 왕 센나케립 통치기간에 잇달은 칼데아인의 반란으로 통치가 어려워졌는데 칼데아 족의 새로운 지도자 무셰지브 마르두크는 바빌론 신전 재물로 용병을 사서 바빌론을 점령하였다. 기원전 689년 센나케리브는 다시 바빌론을 포위 공격해 9개월 만에 재탈환하고 이 때부터는 바빌론에 대한 유화책을 버리고 파괴와 약탈을 명령하였다. 신전과 마르둑 신상은 파괴되었고 버려졌는데 이는 메소포타미아인에게는 엄청난 종교적 충격을 주었고 이로 인해 결국 센나케리브는 암살당하고 만다. 센나케리브의 뒤를 이은 에사르하돈은 바빌론을 재건하고 주민들의 재산을 돌려주는 등 융합정책을 폈으나 항상 바빌론에서 반란의 빌미가 된 마르둑 신상은 바빌론에 두지 못하게 했다. 에사르하돈의 사후, 뒤를 이은 아들들 사이에 내분이 일어났고 아슈르바니팔은 바빌론을 포위해 기원전 648년 함락시켰는데 공성전 당시 바빌론 성안에서는 사람들이 서로 잡아먹는 사태까지 벌어졌다.

### 신 바빌로니아 시기
아슈르바니팔이 죽은 후 기원전 626년 칼데아인 나보폴라사르는 바빌론을 점령하고 그곳에서 아시리아 세력을 몰아낸 후 신 바빌로니아 제국의 수도로 정했다. 뒤이어 네부카드네자르 2세의 치세때 바빌론은 대규모 토목공사와 건축으로 새로운 시대가 열리는데 에메테난키 지구라트, 아직까지도 살아남아 베를린 박물관에 보관되어 있는 이슈타르 문, 그리고 세계 7대 불가사의인 바빌론의 공중 정원도 모두 이때 건설된 것이다.

### 페르시아 시기
기원전 539년 바빌론은 다시 페르시아의 키루스 2세에 의해 점령되는데 네부카드네자르 2세의 뒤를 이은 나보니두스의 실정으로 키루스는 거의 무혈입성하였다. 키루스 대왕, 다리우스 대왕으로 이어지는 아케메네스 왕조시절, 바빌론은 페르시아 제국의 행정적인 중심지로 이 시기가 바빌론이 가장 번성했던 시기로 기록된다. 비록 크세르크세스 1세 때 일어난 반란으로 잠시 마르둑 신상과 도시가 파괴되지만 바빌론은 페르시아 제국의 교육과 과학의 중심지로 바빌로니아의 수학과 천문학이 발달하고 고대 세계에서 가장 번영하고 위대한 도시로 부각된다. 현대 바빌론에서 중요한 고고학적 발굴은 모두 이 시기의 것이다.

### 헬레니즘 시기
기원전 331년 바빌론을 점령한 알렉산드로스 대왕은 바빌론의 상업적, 종교적인 특별한 위치를 인정하고 신전의 복구와 무역육성을 위한 부두를 건설했다. 그는 바빌론을 그의 위대한 제국의 수도로 삼을 계획을 갖고 있었으나 뜻을 이루지 못하고 바빌론의 네부카드네자르 궁전에서 죽었다. 알렉산드로스이후 알렉산드로스 부하 장군들의 내분을 거쳐 바빌론은 기원전 312년 셀레우코스 왕조에게 넘어갔다. 기원전 275년에는 셀레우코스 왕조의 새로운 수도인 셀레우키아가 티그리스강에 건설되고 바빌론의 주민들을 강제 이주시키자 바빌론의 지위는 많이 약화되어 갔다.
기원전 141년 파르티아가 이 지역을 점령한 이후에 사산조 페르시아를 거쳐 거의 900년동안 페르시아 제국의 영토였으나 바빌론은 거의 잊혀지고 버려져 옛 영화를 잃어버리고 몇몇 문화적, 종교적인 언급속에 위대한 도시로만 기능하게 되었다.

## 현대 시대
현재 수천 명의 사람들이 고대 바빌론 성벽 안에 거주하고 있으며 건축을 제한하는 법률에도 불구하고 거주민의 수가 늘어나는 추세이다.

### 내용주
1. ↑  아랍어: بابل Bābil
  - 아카드어: 𒆍𒀭𒊏𒆠 Bābilim[1]
  - 수메르어: 𒆍𒀭𒊏𒆠 KÁ.DIG̃IR.RAKI[1]
  - 아람어: 𐡁𐡁𐡋 Bāḇel[1]
  - 고대 시리아어: ܒܒܠ Bāḇel
  - 고대 페르시아어: 𐎲𐎠𐎲𐎡𐎽𐎢 Bābiru
  - 고대 그리스어: Βαβυλών Babylṓn
  - 히브리어: בָּבֶל Bāvel
  - 엘람어: 𒀸𒁀𒉿𒇷 Babili
  - 카시트어: Karanduniash, Karduniash

### 참조주
1. 1 2 3  Edwards, I. E. S.; Gadd, C. J.; Hammond, N. G. L. (1981). 《Prolegomena and Prehistory》. The Cambridge Ancient History. 1 Part 1. Cambridge University Press. ISBN 978-0-521-29821-6. 2020년 5월 19일에 원본 문서에서 보존된 문서. 2019년 8월 18일에 확인함.
2. 1 2 3 4  Wilfred G. Lambert, "Babylon: Origins"; in Cancik-Kirschbaum et al. (2011), pp. 71–76.
3. ↑  Ernest A. Budge (1880). 《The history of Esarhaddon (son of Sennacherib) King of Assyria, B.C. 681-668;》. Trübner & Co. 135–136쪽. OCLC 977799662.
4. ↑  Sayce, Archibald Henry (1872). 《The Origin of Semitic Civilisation, Chiefly Upon Philological Evidence》. Harrison and Sons. 5쪽. OCLC 459000074.
5. ↑  Liane Jakob-Rost, Joachim Marzahn: Babylon, ed. Staatliche Museen zu Berlin. Vorderasiatisches Museum (Kleine Schriften 4), 2nd ed., Putbus 1990, p. 2
6. ↑  Gelb, I. J. (1994). 〈The Name of Babylon〉.   Hess, Richard S.; Tsumura, David Toshio. 《I studied inscriptions from before the flood: ancient Near Eastern, literary, and linguistic approaches to Genesis 1–11》. Winona Lake, Indiana: Eisenbrauns. 266–269쪽. ISBN 9780931464881. OCLC 31239619.
7. ↑  Dietz Otto Edzard: Geschichte Mesopotamiens. Von den Sumerern bis zu Alexander dem Großen, Beck, Munich 2004, p. 121.
8. ↑   Stephens, Ferris J, "Votive And Historical Texts From Babylonia And Assyria", Yale University Press, 1937
9. 1 2 3 4  Beaulieu, Paul-Alain (2019). “What's in a Name? Babylon and its Designations throughout History”. 《Journal of the Canadian Society for Mesopotamian Studies》 14 – Academia 경유.
10. 1 2  Lambert, W. G. (1984). “Studies in Marduk”. 《Bulletin of the School of Oriental and African Studies, University of London》 47 (1): 1–9. doi:10.1017/S0041977X00022102. ISSN 0041-977X. JSTOR 618314. S2CID 162349822.
11. ↑  Rients de Boer. "Beginnings of Old Babylonian Babylon: Sumu-Abum and Sumu-La-El." Journal of Cuneiform Studies, vol. 70, The American Schools of Oriental Research, 2018, pp. 53–86
12. ↑  “ribo/babylon7”. 《oracc.iaas.upenn.edu》. 2023년 8월 20일에 원본 문서에서 보존된 문서. 2023년 8월 20일에 확인함.
13. ↑  Magnus Magnusson, BC: The Archaeology of the Bible Lands. BBC Publications 1977, pp. 198–199.
14. ↑  Dalley, Stephanie (1994). “Nineveh, Babylon and the Hanging Gardens: Cuneiform and Classical Sources Reconciled”. 《Iraq》 56: 45–58. doi:10.2307/4200384. ISSN 0021-0889. JSTOR 4200384.
15. ↑  Dalley, Stephanie (2005년 7월 22일). 《Babylon as a name for other cities including Nineveh》 (PDF). Proceedings of the 51st Rencontre Assyriologique Internationale. SAOC. 25–33쪽. OCLC 938410607. 2009년 4월 11일에 확인함.